# 栗原類
栗原 類（くりはら るい、1994年12月6日 - ）は、日本のファッションモデル、俳優。身長180cm。東京都出身。
モデル事務所のジュネス企画に所属していたが、2013年にエヴァーグリーン・エンタテイメントへ移籍。『メンズノンノ』や『ポパイ』などの男性ファッション誌への露出や、各種バラエティテレビ番組出演などを中心に活動。“ネガティブすぎるイケメンモデル”として注目を集める。

## 来歴
イギリス人の父と日本人の母を持つハーフ。実母は翻訳家の栗原泉。6歳から11歳までニューヨークで育つ。
5歳ごろからモデルの活動を開始し、中学2年生の時からファッション雑誌『MEN'S NON-NO』に出演する。
高等学校在学中の2012年、バラエティ番組『アウト×デラックス』や、『芸能★BANG+』への出演がきっかけとなり、後ろ向きな発言の多い「ネガティブモデル」として知名度を上げる。同年8月、『よく眠れる森のレストラン〜アナタノココロをおもてなし〜』でテレビドラマに初出演した。10月にはファッションイベント『東京ガールズコレクション』に初登場。11月には自身初となるフォトブック『ネガティブですが、なにか？』を発売している。
2014年にはヨウジ・ヤマモトのミューズとしてパリコレのランウェイにデビュー。出演後日、観に行ったショーの帰りに撮られた写真がサルトリアリストにも掲載された。
以来、パリ・メンズコレクション期間の1月と6月は国内の仕事は受けずパリに通っており、4シーズン目となる2016年1月には、ランバンのショーを見学していたところウミット・ベナンのキャスティング担当者の目にとまり、同日午後に急遽出演を果たした。

### 受賞歴
- 第9回日本シューズベストドレッサー賞・男性部門（2016年）[25]

## 人物
自身の性格について、「根暗、孤独、みじめ」、「ひねくれている」、「用心深い、考え深い」と分析し、自身ではネガティブだとは思わない、と述べている。自身の魅力は、「物静かで、消極的なところ」と語っている。
2015年5月25日、『あさイチ』生出演中、アメリカで過ごし始めた8歳の時に、発達障害の一つであるADD（注意欠陥障害）と診断されたことを公表した。

## 主な出演

### 雑誌
- 『MEN'S NON-NO』[11]
- 『POPEYE』[14]
- 『FINEBOYS』
- 『CHOKi CHOKi』
- 『Samurai magazine』

### バラエティ番組
- 笑っていいとも!（2012年10月 - 2014年3月、フジテレビ） - 水曜レギュラー[31][32]
- 東京エトワール音楽院（2012年10月 - 2013年9月、日本テレビ） - エトワール候補生
- 妄想ニホン料理（2012年12月27日、NHK総合） - 初MC
- アウト×デラックス（2012年4月7日 - 2022年3月17日、フジテレビ） - 準レギュラー・アウト軍団
- 音樂無双 SET THE MUSIC SPACE（2013年、スペースシャワーTV） - MC
- 栗原類ハリウッドへの道（2013年、Bee TV、全12回放送）
- 松尾スズキアワー「恋はアナタのおそば」（2016年3月、NHK総合）
- エイゴビート(2017年 - 2020年、NHK Eテレ） - 栗田勇気 役

### テレビドラマ
- よく眠れる森のレストラン アナタのココロをおもてなし（2012年8月29日、NHK BSプレミアム） - ルイス 役[17]
- みんな!エスパーだよ!（2013年4月 - 6月、テレビ東京） - ミツル 役
- 潜入探偵トカゲ 第3話（2013年5月2日、TBS） - 本人 役
- 彼岸島（2013年10月 - 12月、毎日放送） - 雅 役
  - 彼岸島 Love is over（2016年9月 - 10月）
- 恋するイヴ（2013年12月24日、日本テレビ） - 関根 役
- 金田一少年の事件簿 獄門塾殺人事件（2014年1月4日、日本テレビ） - 霧沢透 役
- 私の嫌いな探偵 第1、2話（2014年1月17日、テレビ朝日）- 石川 役
- 昨夜のカレー、明日のパン 第4話（2014年10月26日、NHK BSプレミアム）- 芹沢鯨 役
- フィッシャーマンズ・ブルース 第4話「愛しのサヨリ」（2014年12月27日、テレビ朝日）- 岩崎 役
- 吉祥寺だけが住みたい街ですか 第8話（2016年12月2日、テレビ東京） - 通行人X 役
- 道子とキライちゃんの相談室（2017年1月 - 2月、フジテレビ） - キライちゃん 役 ※ 声の出演
- 視覚探偵 日暮旅人 第2話（2017年1月29日、日本テレビ） - 狭川洋一 役
- 魔法×戦士 マジマジョピュアーズ!（2018年4月 - 2019年3月、テレビ東京） - ムリ太郎 役
- ルパンの娘（2019年7月 - 9月、2020年10月-12月、フジテレビ） - 三雲渉 役[33]
- 正しいロックバンドの作り方（2020年4月 - 6月、日本テレビ） - 萩野禄郎/オギノ 役[34]
- 24 JAPAN 第1話（2020年10月9日、テレビ朝日） - 桑村レイ 役
- おしゃ家ソムリエおしゃ子!2 第3話（2021年10月23日、テレビ東京） - 束水雷 役[35]
- 鉄オタ道子、2万キロ 第1、第7、第8、第12話（2022年1月8日、2月19日、26日、3月26日、テレビ東京）- 甲斐 役
  - 鉄オタ道子、2万キロ〜秩父編〜（2024年9月5日・12日、テレビ東京）- 甲斐 役
- シリーズ・横溝正史短編集III「池松壮亮×金田一耕助3『蝙蝠と蛞蝓』」（2022年2月26日、NHK BSプレミアム）[36] - 湯浅順平 役
- 星新一の不思議な不思議な短編ドラマ『薄暗い星で』（2022年5月31日、NHK BS4K・BSプレミアム）[37]
- 運命警察 第6話 - 第8話（2022年8月17日 - 31日、テレビ東京） - 天川文哉 役[38]
- ワタシってサバサバしてるから（2023年1月9日 - 2月9日、NHK総合） - ジェームズ 役
- 世にも奇妙な物語’23 夏の特別編「お姫様クラブ」（2023年6月17日、フジテレビ） - 水谷聡太 役[39][40]
- 今日からヒットマン 第4・5話（2023年11月17日・24日、テレビ朝日） - スナフキン 役
- あなたの恋人、強奪します。 第4話（2024年5月5日、朝日放送テレビ） - ポエム売りの男 役[41]
- 私をもらって〜追憶編〜（2024年7月6日 - 8月31日、日本テレビ） - 池上拓也 役[42]
  - 私をもらって〜恋路編〜（2024年11月30日 - 2025年2月1日、日本テレビ） - 池上拓也 役
- 最後の鑑定人（2025年7月9日 - 、フジテレビ） - 嵐山信幸 役[43]

### 映画
- 絶叫学級（2013年6月14日公開） - 後藤アキラ 役
- 男子高校生の日常（2013年10月12日公開） - 細野 役
- 黒執事（2014年1月18日公開） - 葬儀屋ジェイ 役
- 僕は友達が少ない（2014年2月1日公開）- 西園寺 役
- 五つ星ツーリスト THE MOVIE 〜究極の京都旅、ご案内します!!〜（2015年度沖縄国際映画祭上映作品）
- 彼岸島 デラックス（2016年10月15日公開） - 雅 役
- アニバーサリー 「記念日が行方不明」（2016年10月22日公開） - 主演（伊藤万理華とW主演）
- 新宿スワンII（2017年1月21日公開）
- お江戸のキャンディー2（2017年公開） - 主演・四代目白鳥太夫／北沢白 役
- ハナレイ・ベイ（2018年10月19日公開） - 尾崎亮 役
- 青のハスより（2019年10月5日公開） - 主演・荻島 役
- 108〜海馬五郎の復讐と冒険〜（2019年10月25日公開） - 道夫 役
- シグナル100（2020年1月24日、東映） - 山本英司 役[44]
- とんかつDJアゲ太郎（2020年10月30日公開） - 白井錠助 役
- プリズナーズ・オブ・ゴーストランド Prisoners of the Ghostland（2021年10月8日公開）
- 劇場版 ルパンの娘（2021年10月15日公開） - 三雲渉 役
- 映画 おそ松さん （2022年3月25日公開）
- 東京リベンジャーズ2 血のハロウィン編 -決戦-（2023年6月30日公開、ワーナー・ブラザース映画） - 灰谷蘭 役
- 100秒の拳王 -ケンカバトルロワイアル-（2024年9月6日公開、SDP）[45]
- ババンババンバンバンパイア（2025年7月4日公開予定、松竹）[46]

### 舞台
- 春のめざめ (朗読劇)（2014年12月6日 - 7日、天王洲 銀河劇場）[47]
- 春のめざめ（2017年5月5 - 23日、KAAT神奈川芸術劇場  / 5月27・28日、ロームシアター京都 / 6月4日、北九州芸術劇場 / 6月10・11日、兵庫県立芸術文化センター）[48]
- 春のめざめ（2019年4月13 - 29日、KAAT神奈川芸術劇場 / 5月6日、東広島芸術文化ホール くらら / 5月11～12日、兵庫県立芸術文化センター）[49]
- 正しいロックバンドの作り方（2020年8月9日 - 30日、東京グローブ座 / 9月2日 - 8日、梅田芸術劇場シアター・ドラマシティ） - 萩野禄郎/オギノ 役
- BAUMバウム（2024年1月24日 - 28日、SAiSTUDIOコモネA）[50]

### webドラマ
- 10日間で運命の恋人をみつける方法（2014年4月20日 - 全6話、BeeTV） - 殿村圭 役[51]
- ショート・プログラム「なにがなんだか」（2022年3月1日配信、Amazon Prime Video） - リプトン星から来たマキシマムAGF 役[52]
- 『I am…』23歳たち「新垣蒼汰」（2024年1月26日配信、FOD / 3月11日、フジテレビ）[53][54][55]

### ラジオ
- Weird Is Good （2014年4月- InterFM)　毎月第一週木曜日レギュラー
- 青春アドベンチャー　ラジオドラマ「負け犬たちのミッドナイト・バス」（2021年2月1日 - 12日、NHK-FM） - 山田太郎 役[56]

### スチール
- BIG JOHN
- 東急ハンズ
- タケオキクチ 2013年春夏ビジュアル

### CM
- 日清食品 カップヌードル（2006年）
- JR東海（2010年）
- イオンレイクタウン（2010年）
- P!NK『The Truth About Love』（2012年）[57]
- ロッテ Fit's  MAGIQ <Mix7+1> 『スケート』篇（2012年）
- GREE ドラゴンコレクション 『ボスバトル』篇、『1対1バトル』篇（2012年）
- キンチョー『ゴキブリハンター』「全てがこわい」篇、『ハエ・蚊ハンター』「近寄ってほしくない」篇、『クモ用ハンター』「クモの巣」篇（2013年、2014年）
- セントロニックス・ジャパン「ibling」（2013年）
- ゼノンコミックス 義風堂々_直江兼続_-前田慶次月語り-「心に漢は棲んでいるか」篇（2013年）
- HAIR & MAKE EARTH（2013年）
- ニンテンドー3DS 大合奏!バンドブラザーズP「ボーカロイド」篇、「バンド」篇（2013年）
- A GIRL↑↑2 mixed by DJ和（2013年）
- サントリー DAKARAやさしいルイボス「ルイボスダンス 栗原類」篇（2023年）[58]

### PV
- ザ・コレクターズ「いいことあるさ」（1996年）
- 吉井和哉「点描のしくみ」（2012年）
- K.J.「ヒトコトでいいの…with Alice」[59]（2012年）
- 泉沙世子「スクランブル」（2012年）

### その他
- DVDソフト：ミテルだけ for Lady（2009年11月25日発売、ルイクリハラ名義）
- iPhoneアプリ：栗原類ですいません 〜ネガティブあいうえお〜[60]
- スマートフォンアプリ：栗原類のタロット占い、iPhone&Androidアプリ（2013年4月3日）
- VOMIC『イノサン』（2014年3月、シャルル＝アンリ・サンソン  役[61]）

## 書籍
- ネガティブですが、なにか?（2012年）[62] ISBN 9784594067137
- 発達障害の僕が輝ける場所をみつけられた理由（2016年10月13日、KADOKAWA）[63] ISBN 9784046017772
- マンガでわかる 発達障害の僕が 羽ばたけた理由（酒井だんごむし 画、2017年12月8日、KADOKAWA） ISBN 9784046020482